# Apollo (månkrater)
För andra betydelser, se Apollo.
Apollo är en enorm nedslagskrater på månen. Den befinner sig på det sydliga halvklotet på månens baksida. Det är den största identifierade kratern på månen.
Kratern är uppkallad efter Apolloprogrammet (1961-1972) och fick sitt officiella namn tilldelat av den Internationella astronomiska unionen (IAU) år 1970., , 

## Omgivning
Kratern är mycket större än den stora kratern Oppenheimer, som ligger vid sidan om dess västliga kraterrand. Kratern Barringer ligger över den nordliga kraterväggen. Mot sydöst ligger kratern Anders, och kratern Kleymenov ligger rakt öster om Apollos kraterrand., 

## Inre kratrar
Åtskilliga kratrar innanför Apollokratern har fått namn till ära för döda NASA-anställda.
År 2006 godkände IAU ett förslag om att namnge sju inre kratrar för att ära de förolyckade astronauterna vid Columbia-olyckan., 
| Krater      | Koordinater                       | Diameter | Namngiven efter          |
| ----------- | --------------------------------- | -------- | ------------------------ |
| Chawla      | 42°48′S 147°30′V / 42.8°S 147.5°V | 15 km    | Kalpana Chawla           |
| D. Brown    | 42°00′S 147°12′V / 42.0°S 147.2°V | 15 km    | David McDowell Brown     |
| Husband     | 40°48′S 147°54′V / 40.8°S 147.9°V | 29 km    | Richard D. Husband       |
| L. Clark    | 43°42′S 147°42′V / 43.7°S 147.7°V | 16 km    | Laurel B. S. Clark       |
| McCool      | 41°42′S 146°18′V / 41.7°S 146.3°V | 21 km    | William Cameron McCool   |
| M. Anderson | 41°36′S 149°00′V / 41.6°S 149.0°V | 17 km    | Michael Phillip Anderson |
| Ramon       | 41°36′S 148°06′V / 41.6°S 148.1°V | 17 km    | Ilan Ramon               |

### Fotnoter
1. 1 2  (engelska) NASAs sida om månkratrar: ”Moon nomenclature -Crater”. på http://lunar.arc.nasa.gov/ The Lunar Prospector Website, NASA Ames Research Center. Arkiverad från originalet den 5 juli 2009. https://web.archive.org/web/20090705213229/http://lunar.arc.nasa.gov/printerready/science/geography_items/carters/craters_a.html.
2. 1 2 3 4  (engelska) Deskriptiva data om månekratrar på hemsidan från USA:s geologiska institut. (Klicka på det relevanta namnet): ”Gazetteer of Planetary Nomenclature - Moon Nomenclature: Crater, craters”. från http://planetarynames.wr.usgs.gov/ Astrogeology Research Program, U.S. Geological Survey. Arkiverad från originalet den 7 mars 2010. https://web.archive.org/web/20100307113446/http://planetarynames.wr.usgs.gov/jsp/FeatureTypesData2.jsp?systemID=3&bodyID=11&typeID=9&system=Earth&body=Moon&type=Crater,%20craters&sort=AName&show=Fname&show=Lat&show=Long&show=Diam&show=Stat&show=Orig. Läst 5 augusti 2007.
3. 1 2  (engelska) Apollo på Wikien The Moon Arkiverad 6 mars 2015 hämtat från the Wayback Machine.
4. 1 2  (franska) Program (under GNU-licens) och integrerad databas: ”Atlas Virtuel de la Lune”. från http://www.astrosurf.com/ Portail de l'Astronomie en France af Patrick Chevalley og Christian Legrand. Arkiverad från originalet den 14 maj 2008. https://web.archive.org/web/20080514072927/http://www.astrosurf.com/avl/FR_index.html. Läst 12 april 2009.
5. 1 2  (tyska) Lista över officiella namn på månkratrar från en tysk astronomihemsida : ”Krater mit individuellem Namen (Kratrar med individuella namn)”. från http://www.astrolink.de/. http://www.astrolink.de/p012/p01204/p01204090000a.htm.
6. ↑  I allmänhet tilldelade IAU de officiella namnen till kratrarna på månens framsida år 1935, till kratrarna på månens baksida år 1970, och slutligen har vissa mindre kratrar (som tidigare ansågs vara satellitkratrar) fått nya namn från 1973 och framåt. Se:
  - (engelska) USA:s geologiska undersökning: ”Gazetteer of Planetary Nomenclature - History of Planetary Nomenclature”. från http://planetarynames.wr.usgs.gov/ Astrogeology Research Program, U.S. Geological Survey. http://planetarynames.wr.usgs.gov/history.html.
  - (franska) Mario Tessier (2 mars 1998). ”La cartographie lunaire: des origines au XXeme siècle (Månens kartografi: Från begynnelsen till det 20:e århundradet)”. från http://pages.infinit.net/noxoculi/ Nox Oculis. Arkiverad från originalet den 5 december 2008. https://web.archive.org/web/20081205073741/http://pages.infinit.net/noxoculi/lune3.html. Läst 12 april 2009.
7. ↑  Lpi-måneatlas
8. ↑  Lpi-måneatlas
9. ↑  (engelska) Blue, Jennifer (27 juli 2006). ”Names for the Columbia astronauts provisionally approved”. USGS Astrogeology. Arkiverad från originalet den 30 juni 2006. https://web.archive.org/web/20060630061535/http://astrogeology.usgs.gov/HotTopics/index.php?%2Farchives%2F147-Names-for-the-Columbia-astronauts-provisionally-approved.html. Läst 8 juni 2006.
10. ↑  
(engelska) Blue, Jennifer (30 augusti 2006). ”Provisional Names Approved”. USGS. Arkiverad från originalet den 9 oktober 2006. https://web.archive.org/web/20061009104347/http://astrogeology.usgs.gov/HotTopics/index.php?%2Farchives%2F203-Provisional-Names-Approved.html. Läst 7 maj 2007.